# タリーズコーヒージャパン
タリーズコーヒージャパン株式会社（英称：Tully's Coffee Japan Co.,Ltd.）は、日本においてコーヒーショップ「タリーズコーヒー」の経営を行っている会社である。伊藤園の完全子会社（連結子会社）である。

## 概要
1996年に当時三和銀行員であった松田公太が、渡米中に飲んだタリーズコーヒーの味に感動し、創業者のトム・タリー・オキーフに直談判して日本での店舗展開を実現した。知人から譲り受けた株式会社ロコ・トレーディングで、1997年8月7日に銀座で一号店を開店することに始まる（この開店日にちなんで、8月7日を「タリーズの日」として様々なアニバーサリー・キャンペーンを行っている）。当時破竹の勢いで店舗展開を行っていたスターバックスとの競合から一時は売上不振により倒産寸前に追い込まれるが、後に地道な営業努力により成績を上げ、1998年5月12日に正式な日本法人「タリーズコーヒージャパン株式会社」へと業務を移管した。東京都心部のオフィス街を中心に直営店を出店していたが、2001年よりフランチャイズ方式による全国展開を開始している。2001年（平成13年）7月には、当時飲食業界最速の記録を更新してナスダックジャパン（後のヘラクレス）へと株式上場を果たした。

### 病院内への出店
タリーズコーヒージャパンは「病院内への出店」を積極的に進めていることで知られる。
タリーズの病院内出店は、2004年に東京大学医学部附属病院が院内のカフェ運営事業者を公募した際にこれに応じ採用されたのが最初。背景としては、創業者の松田の弟が過去に「病院で楽しいことが一つもなく死んでいった」ことがあり、「患者や医療関係者の憩いの場」を提供するとして、病院内への出店にこだわっている。
病院内店舗は基本的には通常店舗と同じだが、「車椅子客に合わせカウンターにくぼみをつけているほか、カウンター自体の高さも低めにしている」「病院では黒や赤は縁起が良くないため、店員のエプロンを茶色に変更」など、客層に配慮して一部カスタマイズされている。2025年6月現在、病院内店舗は95店舗と、タリーズ全店舗の約1割を占める。

## 組織と商号の変遷
2002年（平成14年）8月1日にフードエックス・グローブ株式会社に社名変更したうえで、会社分割を実施し、タリーズコーヒーの営業を新設子会社「タリーズコーヒージャパン株式会社」（現在のタリーズコーヒージャパン株式会社とは別法人）に移管して店舗展開を推し進める他、緑茶を中心とした「クーツグリーンティー」、中国スイーツを中心とした「爽好果（シャンライカ）」をオープンさせるなど、持株会社として飲食店の経営・フランチャイズ展開を行う事業会社を統括していた。
2003年（平成15年）9月に「経営戦略上」の理由からMBOを行って上場廃止をする。これはTully's Coffee Corporation（米）が債務超過の状態に陥っていて、その救済合併を検討していたこと、また株主等の様々なしがらみから解かれることで、より積極的な経営展開を行いたいという考え方の下で実施された。また、同年から、若年層の認知度を高めるためもあって、コンビニエンスストア向けチルドコーヒーを販売している。
2005年（平成17年）8月に子会社のタリーズコーヒージャパンがTully's Coffee Corporation（米）からタリーズコーヒーの日本における商標権、営業権などの各種ライセンス権利を譲り受けて、完全独立を果たした。
2006年（平成18年）8月29日、SBIホールディングスの子会社、SBIキャピタル（社長北尾吉孝）へ第三者割当増資（17.1%）を行い、再上場への動きを見せていたが、10月25日から26日にかけて、株式会社伊藤園が有限会社AC-T Holdingなどからフードエックス・グローブ株式会社の株式51%を取得し、11月1日をもって、同社の子会社となった。
2007年（平成19年）6月8日には、SBIキャピタル系のSBI Value Up1号有限責任投資組合から株式を追加取得して、80.5%の株式を取得した。
2008年、フードエックス・グローブ株式会社は子会社のタリーズコーヒージャパン株式会社（2代目）と合併し、タリーズコーヒージャパン株式会社に商号変更した（元の商号に戻した）。

## タリーズ以外の展開店舗
- ナチュラルステーション - ジュースバー。現在は個別経営は1店舗、タリーズコーヒーとの併設は5店舗。

## 沿革
- 1997年8月7日 - 松田公太が運営会社の社長兼店長として銀座店をオープン。
- 1998年5月12日 - タリーズコーヒー・ジャパン株式会社（初代）設立。
- 2001年
  - 7月 - ナスダックジャパン（現：ヘラクレス）へ株式上場。当時としては、飲食業界最速での上場となる。
  - 10月 - Tully's Coffee Corporation（米）から日本国内におけるコーヒー豆の焙煎と卸売の権利を取得。
- 2002年8月1日 - フードエックス・グローブ株式会社に商号変更したうえで、会社分割でタリーズコーヒー・ジャパン株式会社（2代目）を新設し、持株会社化。
- 2004年1月20日 - 米国タリーズ救済の為にMBO(LBO)を実施し、上場廃止。
- 2005年8月 - Tully's Coffee Corporation（米）から日本における「Tully's Coffee」商標権を完全取得。
- 2006年11月 - 株式会社伊藤園のグループ会社となる。
- 2007年12月- 松田公太が代表取締役社長を退任。
- 2007年 - 本社を赤坂ツインタワーから東京都新宿区へ移転。
- 2008年4月1日 - タリーズコーヒージャパン株式会社（2代目）と合併。タリーズコーヒージャパン株式会社に商号変更。